# NGC 1127
NGC 1127 est une galaxie spirale barrée relativement éloignée, entourée d'un anneau et située dans la constellation du Bélier. NGC 1127 a été découverte par l'astronome allemand Albert Marth en 1863. 

## Caractéristiques
Sa vitesse par rapport au fond diffus cosmologique est de 9 561 ± 15 km/s, ce qui correspond à une distance de Hubble de 141,0 ± 9,9 Mpc (∼460 millions d'al).
La classe de luminosité de NGC 1127 est I-II et elle présente une large raie HI.